# Urchin (Mario)
Urchin is een personage uit de Mario-reeks.

## Karakteromschrijving
Urchin is een paarse bal met scherpe gele stekels op zijn lijf. Hij komt vaak voor in (onder)waterlevels en is een vijand van Mario. Hij is te verslaan met vrijwel elke kracht. Er bestaat ook een grotere versie van hem met de naam Mega Urchin. Urchins maakten hun debuut in Super Mario World en kwamen daarna ook voor in Yoshi Touch & Go, Super Princess Peach, Super Mario Galaxy, New Super Mario Bros. Wii en Super Mario Galaxy 2. Als Mario in New Super Mario Bros. Wii een Urchin met een Ice Flower bevriest, komt hij er gauw weer uit en valt naar beneden.